# Étienne Geoffroy Saint-Hilaire
Aquest autor és citat en taxonomia animal amb el nom «É. Geoffroy Saint-Hilaire».
Étienne Geoffroy Saint-Hilaire (Étampes, Illa de França, França, 15 d'abril de 1772 - París, França, 19 de juny de 1844) va ser un naturalista francès.

## Biografia acadèmica
De pare advocat en el parlament de París, el jove Geoffroy Saint-Hilaire es dedicà en principi a la carrera eclesiàstica i continua els seus estudis en el Col·legi de Navarra de París. Allà freqüenta diversos científics de l'època: René Just Haüy, Antoine Laurent Lavoisier i Claude Louis Berthollet, i segueix els cursos de Louis Jean-marie Daubenton en el Collège De France, Antoine François de Fourcroy al Jardí Real i René Just Haüy, creador de la Cristal·lografia.
El març de 1793, Louis Jean-marie Daubenton, gràcies a la intervenció de Bernardin De Saint-pierre, li ofereix un lloc d'assistent en el gabinet d'Història Natural, vacant després de la dimissió de Bernard Germain de Lacépède.
El juny de 1793, Geoffroy es converteix en un dels dotze professors del Museu Nacional d'història Natural, ocupant la càtedra de zoologia. El mateix any, s'ocupa de la constitució de la direcció del Museu.
Va col·laborar en la revista La Decade philosophique.
El 1794, entaula una correspondència amb Georges Cuvier. Junts firmaran diverses memòries d'història natural. Una d'elles presenta la classificació de mamífers construïda a partir de la idea de la subordinació de caràcters, fonament del sistema de classificació de Cuvier.
En la Història dels Makis o mones de Madagascar, escrita el 1795, Geoffroy expressa per primera vegada els seus punts de vista sobre la unitat del pla d'organització dels éssers vius, concepció constantment reivindicada a les seves obres posteriors.
El 1798 Geoffroy és elegit per participar en la gran expedició científica que acompanyarà Napoleó a Egipte. Entra a l'Institut d'Egipte el 20 d'agost de 1798, on presentarà diversos articles que seran publicats posteriorment en la Description de l'Egypte. Durant aquest viatge, recopila nombroses observacions zoològiques, especialment sobre rèptils i peixos.
El setembre de 1804 és elegit membre de l'Acadèmia de les Ciències. El març de l'any següent, Napoleón, que ja l'havia recompensat amb la Creu de la Legió d'Honor, l'elegeix per visitar els museus de Portugal a fi de procurar-se les col·leccions d'animals del Brasil.
El 1809, any de la seva tornada a França, és nomenat professor de zoologia a la Facultat de Ciències de París, dedicant-se completament als estudis anatòmics.
El 1818 publica la primera part de seu cèlebre Filosofia anatòmica; la segona serà publicada el 1822. En la Història natural dels mamífers, de 1819, postula que els òrgans conserven sempre les mateixes relacions entre ells, però també que no es crea cap òrgan nou i que quan un òrgan es desenvolupa es fa en detriment d'un altre.
El 1830, Geoffroy intenta aplicar el seu mètode als invertebrats. Per a Geoffroy, tots els animals estan compostos pels mateixos elements, en un nombre igual i amb les mateixes connexions, fins i tot si difereixen en forma.
Les seves idees quant a l'evolució són pròximes a les de Lamarck, la qual cosa li porta a enfrontar-se amb Cuvier, resoltament fijista, davant de l'Acadèmia de les Ciències. A la recerca d'arguments, estudia la teratología, l'estudi d'anomalies en el desenvolupament embrionari. En aquest sentit, defineix la noció d'homologia, establint un pont entre l'embriología i l'anatomia comparada.
El juliol de 1840, Geoffroy es torna cec i mesos més tard sofreix un atac que el deixa paralitzat, la qual cosa l'obliga a dimitir de la seva càtedra al Museu el 1841, succeint-li el seu fill Isidore Geoffroy Saint-hilaire (1805-1861).

## Obra

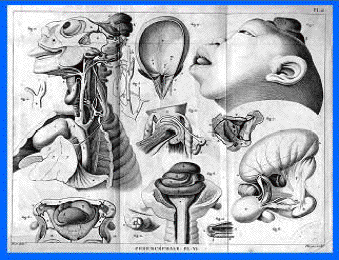
Podencèfal. Dibuix d'una teratologia d'Étienne Geoffroy Saint-Hilaire en el seu Philosophie Anatomique (1822), Volum II, part VI.

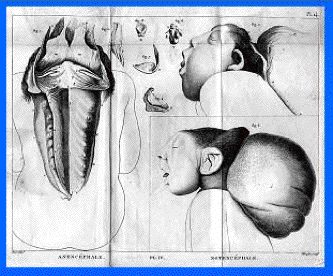
Ancèfal i Notencèfal.

La unitat del pla d'organització dels animals és la idea que articula tota la seva obra. En relació amb ella desenvolupa seu teoria dels anàlegs i el principi de les connexions. Segons la teoria dels anàlegs, existeix una correspondència entre els òrgans de totes les espècies, mentre que el principi de les connexions és el que permet localitzar tals correspondències. Així, els òrgans poden trobar-se hipertrofiats, atrofiats i fins i tot haver desaparegut, però el model comú es manté. Tal model comú, d'altra banda, és construït en virtut de consideracions exclusivament morfològiques. La reducció de tots els plans corporals a un sol tipus va provocar una polèmica de gran abast internacional entre Saint Hilaire i Georges Cuvier.

### El debat de 1830
El 1830 dos joves naturalistes, Meyranx i Laurencet, van presentar davant de l'Acadèmia de les Ciències una memòria en la que vinculaven a un cefalòpode i un vertebrat plegant aquest últim cap enrere, al nivell del melic. Argumentaven que en aquesta posició els vertebrats tenien tots els seus òrgans en el mateix ordre que els cefalòpodes.
En un article llegit a l'Acadèmia de les Ciències el febrer de 1830, Cuvier va presentar diagrames dels òrgans interns de cefalòpodes i vertebrats plegats cap enrere en la manera indicada per Meyranx i Laurencet, mostrant com l'ordenació dels principals òrgans era diferent i que la semblança hauria estat molt més gran si el plegat s'hagués realitzat en la direcció contrària, cas en el qual l'ordenació tampoc no hauria estat la mateixa. Aquest va ser el començament de la controvèrsia. Partint del seu principi de la unitat del pla i composició, Geoffroy va al·legar totes les seves teories sobre l'homologia entre l'esquelet dels peixos i el dels vertebrats superiors.
El cèlebre debat entre Geoffroy i Cuvier es va desenvolupar oficialment en forma de comunicacions i discussions públiques en l'Acadèmia de les Ciències fins a abril de 1830, però, també de manera no oficial, en revistes i fins i tot en la premsa diària. La polèmica, que il·lustra l'apogeu de l'anatomia comparada com a disciplina central en el conjunt de les ciències naturals, es va concloure abruptament amb la inesperada mort de Cuvier el 1832.

### Evolucionisme
Quant a la qüestió de l'evolució de les espècies, Saint Hilaire es declara pròxim al transformisme de Jean-Baptiste Lamarck. No obstant això, com a morfòleg i anatomista comparatiu, mai no va estar especialment interessat en el problema de l'evolució de les espècies i el seu transformisme no va ser més enllà del de Buffon, ni va arribar mai a considerar el tipus com un avantpassat comú.

## Llegat
La genètica molecular ha confirmat una de les hipòtesis més arriscades de Saint-Hilaire: la identitat (per inversió) dels plans corporals de vertebrats i artròpodes. El 1996 Robertis i Sasai van descobrir que l'eix dors-ventral de vertebrats i artròpodes està determinat per gens homòlegs el patró d'expressió del qual es troba invertit en ambdós grups.

### Escrits
- 1800. Exposició d'un pla d'experiènces
- 1807 Loi de balancement
- 1818. Philosophie anatomique
- 1829. Cours de l'histoire naturelle des Mammifères.
- 1829. Fragments sur la Nature, Courtint-Encyclopédie moderne.
- 1830. Principes de philosophie zoologique.

### Llibres de Étienne Geoffroy Saint-Hilaire traduïts
- 2009, Principis de filosofia zoològica, Editorial Cactus. Traducció Pablo Ires.